# Alba Baptista

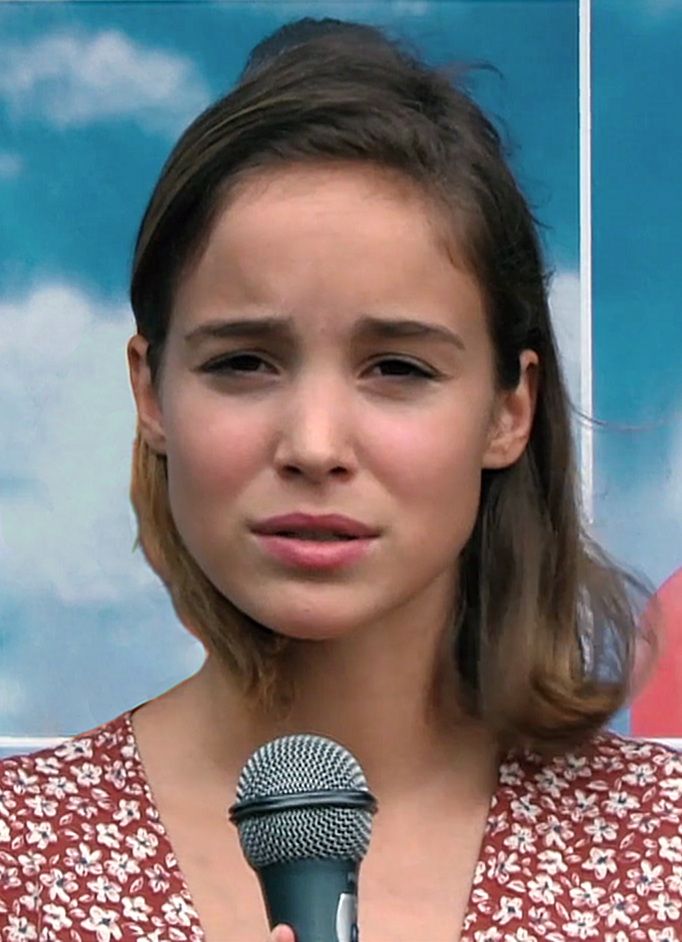
Alba Baptista (2018)

Alba Baptista (* 10. Juli 1997 in Lissabon) ist eine portugiesische Schauspielerin.

## Leben
Alba Baptista war zunächst in Kurzfilmen wie Amanhã é um Novo Dia von Raquel Pinheiro (2012) und Miami von Simão Cayatte (2014) zu sehen. Für ihre Darstellung der Raquel in Miami wurde sie am Festival Ibérico de Ciné als beste Schauspielerin ausgezeichnet. Es folgten eine Reihe von Serienrollen in portugiesischen Serien wie Jardins Proibidos (2014/15), A Impostora (2016/17) sowie Filha da Lei, Madre Paula, A Criação (2017) und Jogo Duplo (2017/18).
Filmrollen hatte sie unter anderem in Caminhos Magnétykos (2018) von Edgar Pêra und Patrick (2019) von Gonçalo Waddington, der am Festival Internacional de Cine de San Sebastián Premiere hatte. Im Filmdrama Leviano von Justin Amorim verkörperte sie 2018 die Rolle der Carolina Paixão. Außerdem stand sie für Dreharbeiten zum Film Fatima von Marco Pontecorvo an der Seite von Harvey Keitel und Sônia Braga vor der Kamera.
2019 wurde sie von der Academia Portuguesa de Cinema mit dem Nachwuchspreis Prémios Nico ausgezeichnet. Außerdem war sie 2019 für den Publikumspreis beim Globo de Ouro nominiert.
In der auf dem Comic Warrior Nun Areala von Ben Dunn basierenden Netflix-Serie Warrior Nun (2020) übernahm sie die Titelrolle Ava Silva. Im Rahmen der Berlinale 2021 wurde Baptista als European Shooting Star ausgezeichnet. 2022 war sie im Film Mrs. Harris und ein Kleid von Dior mit Leslie Manville in der Titelrolle neben Lucas Bravo als Dior-Model Natasha zu sehen.
In den deutschsprachigen Fassungen wurde sie unter anderem von Marie Bierstedt in Warrior Nun, von Muriel Bielenberg in Mrs. Harris und ein Kleid von Dior sowie von Jenny Laura Bischoff in Patrick synchronisiert.
Im September 2023 heiratete sie den Schauspieler Chris Evans.

## Filmografie (Auswahl)
- 2012: Amanhã é um Novo Dia (Kurzfilm)
- 2014: Miami (Kurzfilm)
- 2014–2015: Jardins Proibidos (Fernsehserie)
- 2016–2017: A Impostora (Fernsehserie)
- 2017: Filha da Lei (Fernsehserie)
- 2017: Madre Paula (Fernsehserie)
- 2017: A Criação (Fernsehserie)
- 2017: Sim, Chef! (Fernsehserie, Episode A Cereja no Topo do Bolo)
- 2018: País Irmão (Fernsehserie, eine Episode)
- 2018: Flutuar (Kurzfilm)
- 2018: Leviano
- 2018: Equinócio (Kurzfilm)
- 2018: Linhas de Sangue
- 2018: Caminhos Magnétykos
- 2018: Imagens Proibidas
- 2018: Summerfest (Kurzfilm)
- 2017–2018: Jogo Duplo (Fernsehserie)
- 2018: Nero (Kurzfilm)
- 2019: Patrick
- 2020–2022: Warrior Nun (Fernsehserie, 18 Episoden)
- 2020: Das Wunder von Fatima – Moment der Hoffnung (Fatima)
- 2022: The Child (L’enfant)
- 2022: Campo de Sangue
- 2022: Mrs. Harris und ein Kleid von Dior (Mrs. Harris Goes to Paris)
- 2022: Nothing Ever Happened
- 2023: Flite (Kurzfilm)
- 2023: Amelia’s Children
- 2023: Dulcineia
- 2025: Borderline